# بينا (فلم)
بينا هو فيلم وثائقي ألماني ثلاثي الأبعاد يتحدث عن الرقص المعاصر لراقصة الألمانية بينا باوش في علم الرقص. أنتج الفيلم المُخرج والمصور الألماني فيم فيندرز. توفيت بينا باوش بطريقة مفاجأة أثناء التحضيرات للفيلم مما أضر فيم فيندرز إلى إيقاف إنتاجه. لكن راقص أخر من الراقصين مع باوش أقنع فيندرز ليكمل الفيلم. يعرض الفيلم عديد الراقصين الذين يتحدثون عن باوش ويرقصون الرقصات التي صممتها.

## روابط خارجية
- مقالات تستعمل روابط فنية بلا صلة مع ويكي بيانات